# José Antonio Abreu
Ne doit pas être confondu avec Antonio Abreu ou Antonio de Abreu.
Pour les articles homonymes, voir José Abreu et Abreu.
José Antonio Abreu Anselmi, né le 7 mai 1939 à Valera (État de Trujillo) au Venezuela et mort le 24 mars 2018 à Caracas (Venezuela),, est un pianiste, éducateur et économiste vénézuélien qui a mis sa culture au service d'un engagement politique original.
José Antonio Abreu est récipiendaire du prix Nobel alternatif en 2002.

## Biographie
Né dans la ville occidentale de Valera en 1939, Josè Antonio Abreu a suivi une formation d'économiste. Il est titulaire d'un doctorat en économie de l'université catholique Andrés Bello et a fait des études supérieures en économie de pétrole à l'université du Michigan. Il a servi comme adjoint à la Chambre des députés au Congrès des anciens du Venezuela. Après sa carrière politique, il a également travaillé comme professeur d'économie et de droit à l'Universidad Simón Bolívar et son Alma Mater.
Josè Antonio Abreu étudie la musique avec Doralisa Jimenez de Medina à Barquisimeto.
En 1957, Josè Antonio intègre l'académie musicale de Caracas (aujourd'hui « José Angel Lamas ») pour étudier le piano avec Moisés Moleiro, l'orgue et le clavecin avec Evencio Castellanos, la composition avec Vicente Emilo Sojo. 
En 1961, il est diplômé en économie à l'université catholique Andrés Bello et étudie à l'université du Michigan. Ensuite, il enseigne le droit et l'économie à l'université Simon Bolivar et Andrés Bello.
En 1967, il reçoit le prix national de musique symphonique.
Il fonde et dirige El Sistema en 1975, un réseau national d'orchestres d'enfants,. En 1979 il est récompensé pour cette réalisation par le prix national de musique.
Il revient à la politique brièvement en 1983, en tant que ministre de la Culture. 
Le concept d'El Sistema permet une coopération avec l'Espagne et les États-Unis; les orchestres sont récompensés par l'UNESCO en 1993 et 1995.
Les récompenses prestigieuses continuent de saluer l'efficacité et la force fondamentale de cette « musique militante » qui n'a pour toute arme que les partitions d'œuvres mondiales et pour soldats des hordes de jeunes sans avenir usant de leur enthousiasme à faire entendre les résonances maladroites mais sincères, sans cesse perfectionnées des vibrations musicales.

## Reconnaissance
- En 1967, il reçoit le Prix national de musique symphonique pour ses aptitudes musicales.
- José Antonio Abreu est récipiendaire du prix Nobel alternatif en 2002, « pour parvenir à une renaissance culturelle unique, en apportant les joies de la musique à d'innombrables enfants défavorisés et des communautés. »
- En 2007 Abreu reçoit  le Prix Don Juan de Borbón per la Musique.
- En 2008, il reçoit le Prix Glenn Gould et le Prix Prince des Asturies.
- En 2009, il est récompensé du prix Polar Music.
- Le 24 octobre 2009, José Antonio Abreu reçoit les insignes d’officier de la Légion d’honneur.
- Le 7 octobre 2010, il reçoit le Prix Erasme 2010, en reconnaissance de son soutien à la jeunesse du Venezuela, leur offrant un nouveau contexte social[5].
- Jose Antonio Abreu est reconnu pour avoir permis la démarginalisation de son pays ( Venezuela ) au travers des arts tels que la musique.

## Décorations
- Officier de la Légion d'honneur
- Croix d'officier de l'ordre du Mérite

### Documentaire
- El Sιstema / Le Système de Paul Smaczny et Maria Stodtmeier, Allemagne , 2008 durée : 90 min. Un documentaire sur l’Orchestre National de Jeunesse du Venezuela, connu comme El Sistema, fondé en 1975 par l’économiste musicien José Antonio Abreu, et à l’origine d’un programme d’aide sociale par la musique classique, très populaire à travers le pays, qui a réussi à y faire adhérer près de 80-90 % des 265 000 enfants de familles pauvres vivant dans des quartiers où la délinquance et la criminalité les menacent au quotidien. Un film, éloge de la dynamique de l’offre sociale. (Film en espagnol avec sous-titres en anglais)

### Autres sources

#### Sites en français
- (fr) Nils Oj, « Jose Abreu : la jeunesse vénézuélienne transformée par la musique », in : Revue en ligne de, sur web-ephemere.fr, Web éphémère, 2010 (consulté le 7 mars 2010), plus en ligne au 15 juin 2012

#### Sites étrangers
- (en) « Prize Winner 2010 », in :Communiqué de presse de la, sur erasmusprijs.org, Fondation Prix Erasmus, 2009 (consulté le 20 mars 2010)
- José Antonio Abreu sur le site du prix Nobel alternatif.